# Подібний дракону
«Подібний дракону» (яп. 龍が如く 〜序章〜) — японський кримінальний фільм 2007 року режисера Міїке Такасі, оснований на відеогрі «Yakuza» 2005 року для PlayStation 2. У ньому знімались Кадзукі Кітамура, Горо Кісітані, Сьо Аікава, Йосійосі Аракава, Кенїті Ендо та Томорово Тагуті. Розповідь цієї гри була натхненна фільмами про якудзу і є оригінальним епізодом успішної франшизи «Yakuza», яка відтоді розширилася до 6 частин плюс спін-оффи та direct-to-video під назвою «Подібний дракону: Пролог».
Англійська версія з субтитрами вийшла 23 червня 2008 року на Кінофестивалі азійських фільмів у Нью-Йорку і вийшла на DVD 23 лютого 2010 року, дистриб'ютор — філія Media Blasters.

## Сюжет

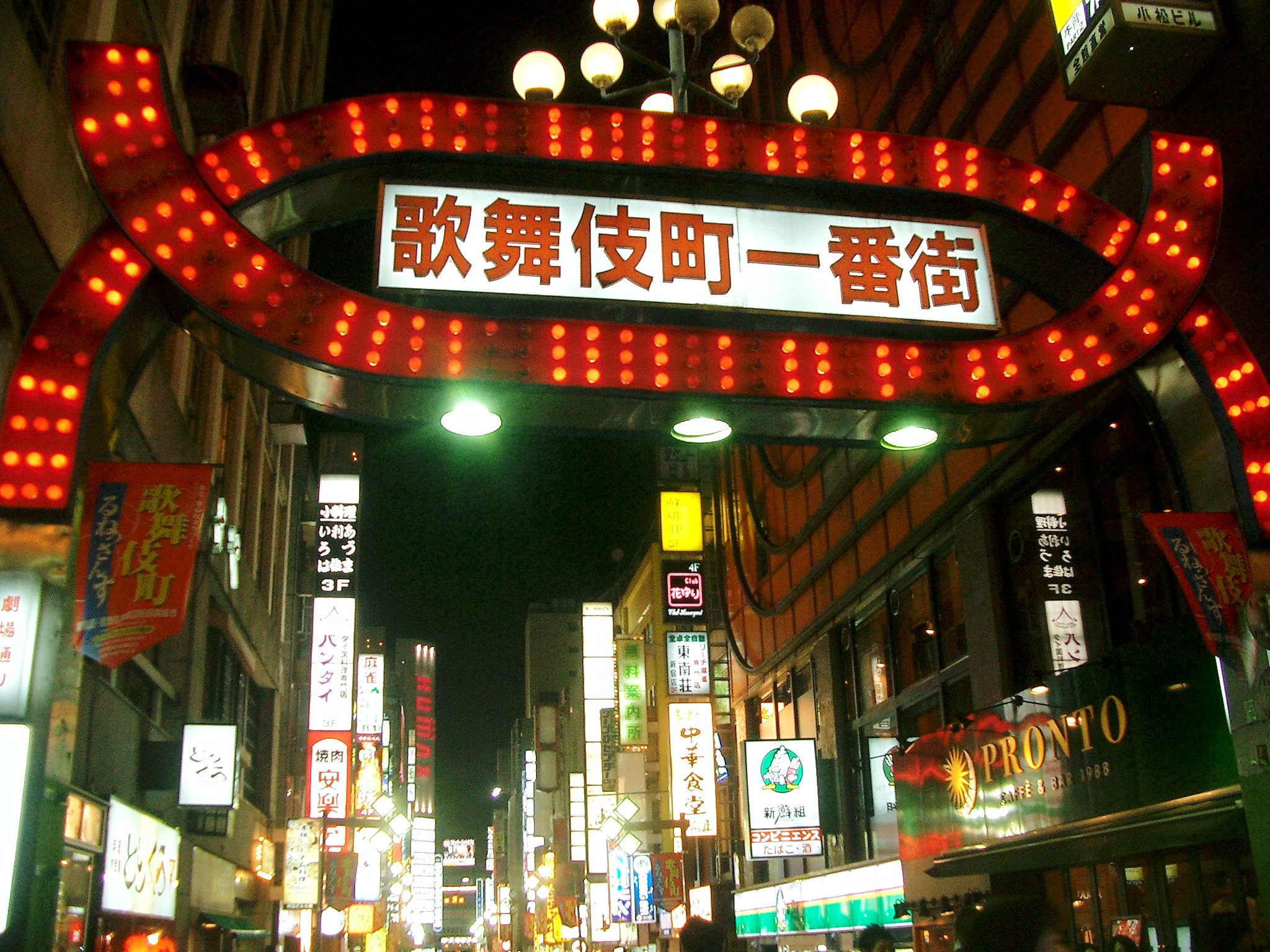
Фільм був знятий у токійському районі Кабукі-тьо, який сам став основою для дизайну фонової зони Камурото в грі.

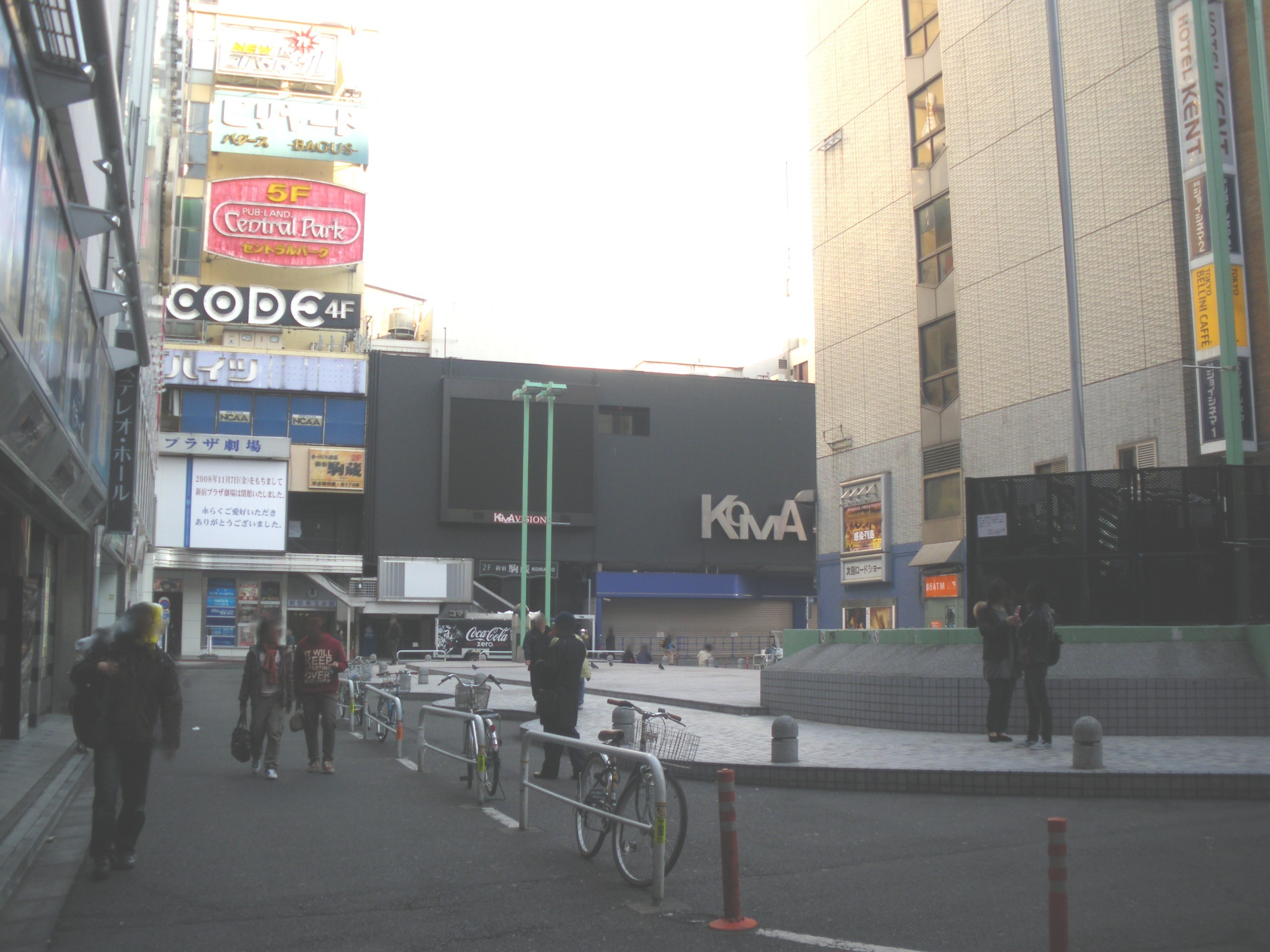
Театр Сіндзюку Кома — головна визначна пам'ятка і в іграх, і в кіноверсії.

Сюжет створений за мотивами оригінальної гри Yakuza і є «історією однієї ночі», яка розгортається в спекотну літню ніч в Камурото, фіктивної версії Кабукі-тьо району Шінджюку.
Ніч починається з пограбування банку парою злочинців, але вони виявляють зникнення десяти мільярдів єн, які належали клану Тодзьо. Тим часом на вулицях Камурото колишній якудза Кадзума Кірю та молода дівчина на ім'я Харука Савамура шукають Мідзукі Савамуру, матір юнака та колишнє дитяче кохання, суперника Кірю, Горо Маджіма, який бажає помсти.
Після зустрічі з Кірю та Харукою в крамниці «Poppo», працівник Сатору та його нова подруга Юй вирішують пограбувати кілька магазинів для наживи та розваги. В іншому районі таємничий південнокорейський найманий вбивця Парк знаходить злочинця, який пограбував клан Тодзьо. Він приводить його до сумнозвісних Містера N та Міленніум-Тауер.
Кірю знаходить Мідзуки та починає бій з Акірою Нісікіямой, другом дитинства Кірю. Після бою вони перестають бути ворогами.

## У ролях
| Актор            | Роль                            |
| ---------------- | ------------------------------- |
| Кадзукі Кітамура | Кадзума Кірю                    |
| Нацуо            | Харука Савамура                 |
| Горо Кісітані    | Горо Мадзіма                    |
| Сюн Сіоя         | Сатору                          |
| Саеко            | Юі                              |
| Харухіко Като    | Кадзукі                         |
| Сакі Такаока     | Юмі Савамура / Мідзукі Савамура |
| Сьо Аікава       | детектив Ногуті                 |
| Кон Ю            | Пак                             |
| Ютака Мацусіге   | Макото Дате                     |
| Слауде Макі      | Акіра Нісікіяма                 |
| Йосійосі Аракава | контрабандист                   |
| Кенїті Ендо      | грабіжник банків                |
| Томорово Тагуті  | власник перукарні               |
| Сансей Сіомі     | Сінтаро Кадзама                 |
| Томорово Тагучі  | містер N                        |

## Відео
Компанія Amuse Soft Entertainment випустила фільм на DVD 28 вересня 2007 року в Японії з обмеженим тиражем «Deluxe Box», де було три фігурки Kubrick (Мадзіма, Кірю та Харука).
Американський розповсюджувач Tokyo Shock випустив ліцензований DVD під назвою «Якудза: Подібний дракону» 23 лютого 2010 року, що збіглося з північноамериканською локалізацією гри «Yakuza 3». Спочатку дата виходу була запланована на березень, ймовірно, щоб вона збігалася з північноамериканською локалізацією відеоігри «Yakuza 3» для PlayStation 3.
До офіційного випуску розповсюджувався DVD з англійськими субтитрами в Північній Америці компанією Bonzai RCS, але чомусь містив корейську обкладинку (ймовірно, неліцензований продукт), схожий на видання для корейського ринку компанії CJ Entertainment.

## Саундтрек
У саундтреку до кінофільму є три пісні Crazy Ken Band з альбому «Galaxy» 2006 року, що вийшов на лейблі Almond Eyes (XNAE-10010), це «Hama no Ambassador» (ハマのアンバサダー, hama no anbasada, досл. «Посол Йокохами») за участю Fire Ball and Papa B., «Kuroi Kizuato no Blues» (黒い傷跡のブルース, kuroi kizuato no burusu, досл. «Блюз чорного шраму») та завершальна тема «12 gatsu 17 nichi» (12 月 17 日, досл. «17 грудня»). Останні дві композиції також включені в саундтрек до гри «Yakuza 2».